# Rettangolo spaziale
Per rettangolo spaziale, nell'ambito delle arti marziali, si intende lo spazio fittizio che delimita i confini da difendere del proprio corpo: in pratica qualunque colpo che supera tali confini è da considerarsi pericoloso o persino ricevuto, in quanto troppo vicino per deviarne il tragitto o ridurne la forza.
Seppur si parli di "rettangolo", questi confini sono ovviamente tridimensionali quale appunto è lo spazio che deve difendere attorno a sé una persona. 
Tale spazio ha 2 riferimenti fondamentali:
- un palmo sopra la testa: limite ultimo per parare tutti i colpi provenienti dall'alto (armi bianche, colpi di mano)
- uno/due palmi davanti al petto: confine entro il quale dovrebbero essere intercettati tutti i colpi diretti, in particolar modo i pugni.

Simbolicamente da sopra la testa il "rettangolo spaziale" arriva ad un palmo di distanza da ogni spalla, per poi scendere parallelamente al corpo e richiudersi all'altezza delle ginocchia.